# 1908 aux échecs
| Années des échecs : 1905 - 1906 - 1907 - 1908 - 1909 - 1910 - 1911    |
| Décennies des échecs : 1870 - 1880 - 1890 - 1900 - 1910 - 1920 - 1930 |

Cet article présente les faits marquants de l'année 1908 aux échecs.

## Événements majeurs
- Le Championnat du monde d'échecs 1908 a vu s'affronter en match l'allemand Emanuel Lasker, le tenant du titre, et son compatriote Siegbert Tarrasch. Il a été disputé du 17 août au 30 septembre 1908 à Düsseldorf et Munich. Lasker a conservé son titre à son issue.

## Championnats nationaux
- Canada : Joseph Sawyer remporte le championnat[1].
- Écosse : AJ Mackenzie remporte le championnat[2].

- Royaume-Uni de Grande-Bretagne et d'Irlande : Henry Atkins remporte le championnat[3].
- Empire russe : Akiba Rubinstein remporte le championnat[4],[Note 1].
- Suisse : Hans Johner et Paul Johner remportent le championnat [5].

## Naissances
- Salo Flohr
- Vsevolod Rauzer
- Viatcheslav Ragozine, champion du monde par correspondance 1956-1958
- Gideon Ståhlberg

## Nécrologie
- 25 janvier : Mikhaïl Tchigorine
- 28 mars : Hermann Clemenz (en)
- 11 avril : Henry Bird